# 堀川通

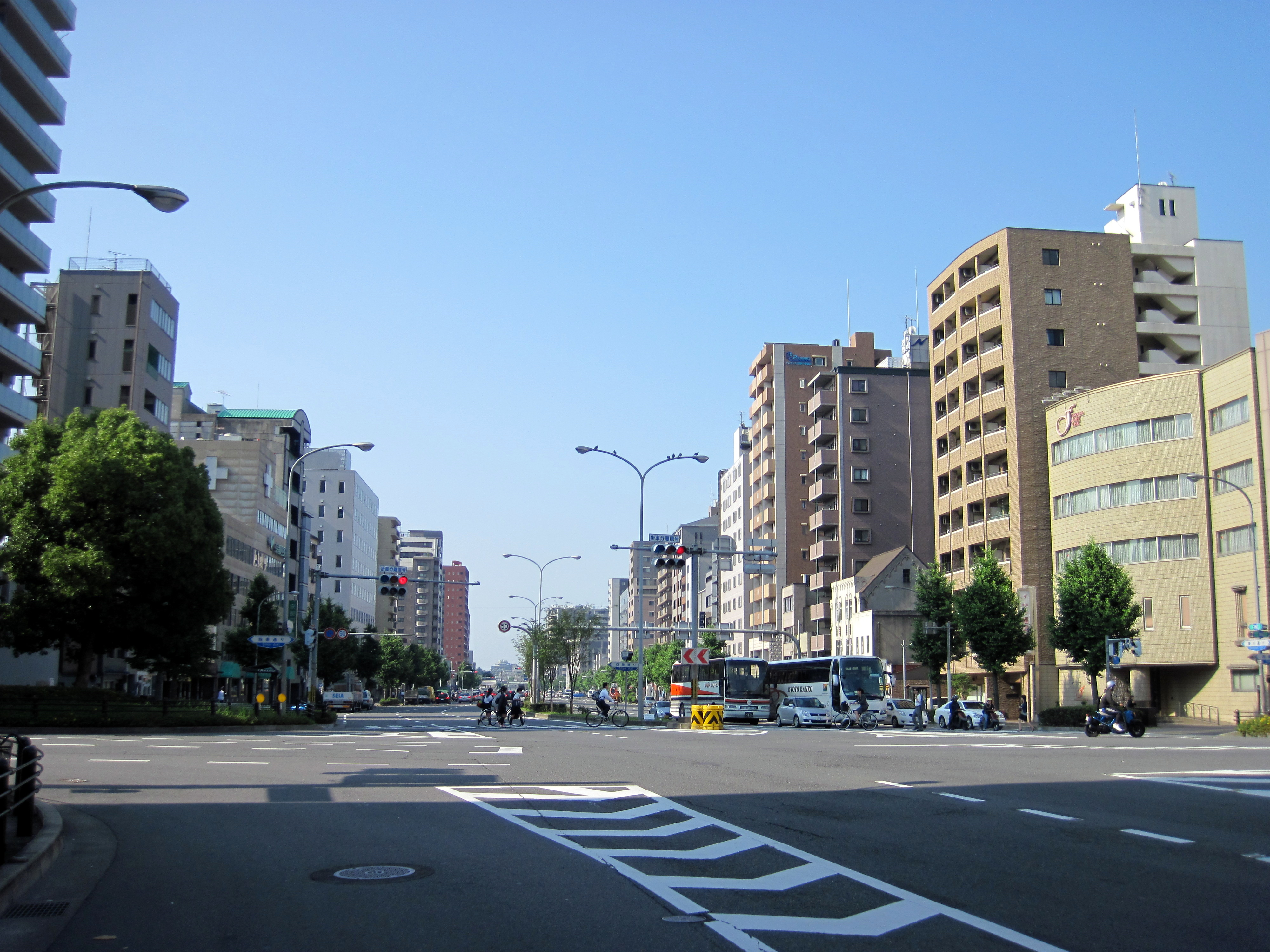
四條通交差點

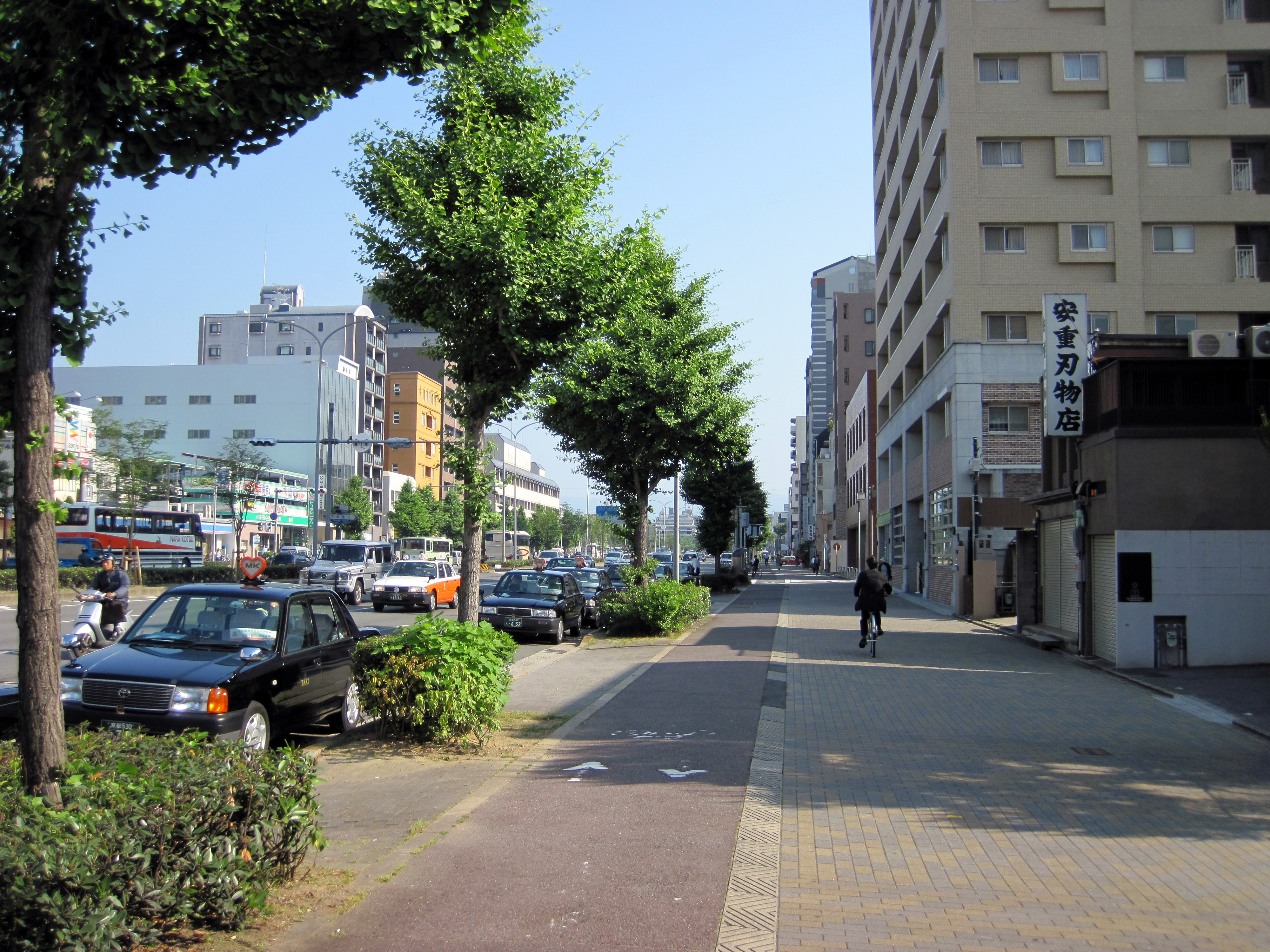
四條通付近

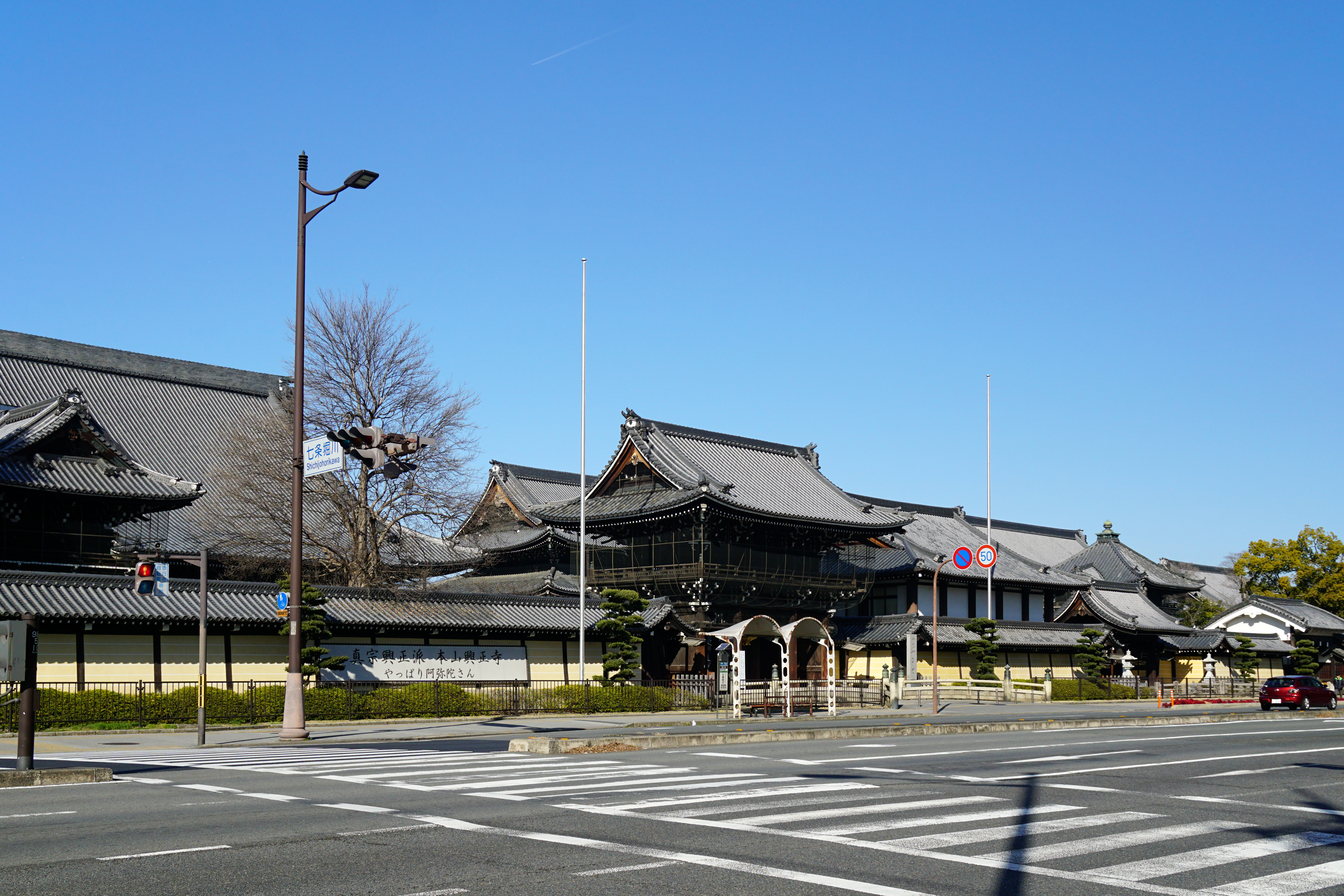
七條堀川

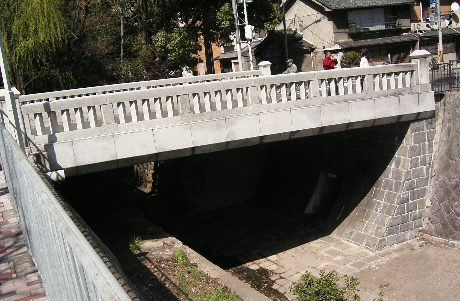
一條戾橋

堀川通（ほりかわどおり）是京都市主要的南北向道路之一。相當於平安京的堀川小路。部分區間在堀川兩側，分成東堀川通和西堀川通，通常稱西堀川通為堀川通。

## 概要
北起鴨川堤的加茂街道，南至東海道本線交差部北和油小路通合流。堀川五條以南是國道1號。

## 堀川
河川的堀川除了今出川通～御池通的區間以外，大部分是暗渠。現在流量小，但是，昔日用於京友禪的染色。

## 沿線主要設施
- 御土居
- 京都北郵便局
- 京都府警察北警察署
- 淡交社
- 本法寺
- 茶道總合資料館
- 寶鏡寺
- 醫療法人西陣健康會堀川病院
- 白峯神宮
- 西陣織會館
- 晴明神社
- 一條戾橋
- 堀川團地
- 伊藤仁齋古義堂阯
- 駿台予備學校京都校
- 二條城
- 京都市立京都堀川音樂高等學校
- 京都市營地下鐵東西線 - 二條城前車站
- 中京區役所・京都市中京保健所・京都市中京消防署
- 京都市立堀川高等學校
- 京都府警察堀川警察署
- 堀川五條交差點
- 西本願寺
- 興正寺

## 交差道路等
| 交差道路等 西←<堀川通>→東                            | 交差道路等 西←<堀川通>→東                            | 交差場所 | 交差場所     | 路線番號 | 從東京 (km) |                  |
| ---------------------------------------------------- | ---------------------------------------------------- | -------- | ------------ | -------- | ----------- | ---------------- |
| 府道38號京都廣河原美山線 <加茂街道> 上賀茂方面       | <加茂街道> 四條河原町方面                            | 北區     |              |          | -           | 北↑ ∧堀川通∨ ↓南 |
| 府道38號京都廣河原美山線 <加茂街道> 上賀茂方面       | <加茂街道> 四條河原町方面                            | 北區     | 府道38號     |          | -           | 北↑ ∧堀川通∨ ↓南 |
| <玄以通>                                             | <玄以通>                                             | 北區     | 堀川玄以     | -        |             | 北↑ ∧堀川通∨ ↓南 |
| <北山通>                                             | <北山通>                                             | 北區     | 堀川北山     | -        |             | 北↑ ∧堀川通∨ ↓南 |
| <今宮通>                                             | <今宮通>                                             | 北區     | 堀川今宮     | -        |             | 北↑ ∧堀川通∨ ↓南 |
| 市道181號京都環狀線 <北大路通>                       | 市道181號京都環狀線 <北大路通>                       | 北區     | 堀川北大路   | -        |             | 北↑ ∧堀川通∨ ↓南 |
| <鞍馬口通>                                           | <紫明通> <鞍馬口通>                                  | 北區     | 堀川紫明     | -        |             | 北↑ ∧堀川通∨ ↓南 |
| 府道101號銀閣寺宇多野線 <今出川通>                   | 府道101號銀閣寺宇多野線 <今出川通>                   | 上京區   | 堀川今出川   | -        |             | 北↑ ∧堀川通∨ ↓南 |
| <中立賣通>                                           | <中立賣通>                                           | 上京區   | 堀川中立賣   | -        |             | 北↑ ∧堀川通∨ ↓南 |
| <下長者町通>                                         | <下長者町通>                                         | 上京區   | 堀川下長者町 | -        |             | 北↑ ∧堀川通∨ ↓南 |
| <下立賣通>                                           | <下立賣通>                                           | 上京區   | 堀川下立賣   | -        |             | 北↑ ∧堀川通∨ ↓南 |
| 市道187號鹿谷嵐山線 <丸太町通>                       | 市道187號鹿谷嵐山線 <丸太町通>                       | 上京區   | 堀川丸太町   | -        |             | 北↑ ∧堀川通∨ ↓南 |
| <竹屋町通>                                           | <竹屋町通>                                           | 上京區   |              | -        |             | 北↑ ∧堀川通∨ ↓南 |
| 府道37號二條停車場東山三條線 <押小路通> 二條車站方面 | <押小路通>                                           | 中京區   |              | -        |             | 北↑ ∧堀川通∨ ↓南 |
| <御池通> 二條車站方面                                | 府道37號二條停車場東山三條線 <御池通> 河原町御池方面 | 中京區   | 堀川御池     | -        |             | 北↑ ∧堀川通∨ ↓南 |
| 市道186號嵐山祇園線 <四條通>                         | 市道186號嵐山祇園線 <四條通>                         | 下京區   | 四條堀川     | -        |             | 北↑ ∧堀川通∨ ↓南 |
| <高辻通>                                             | <高辻通>                                             | 下京區   | 堀川高辻     | -        |             | 北↑ ∧堀川通∨ ↓南 |
| 國道9號 <五條通> 福知山方面                          | 國道1號 <五條通> 大津方面                            | 下京區   | 堀川五條     | 518.9    |             | 北↑ ∧堀川通∨ ↓南 |
| 國道9號 <五條通> 福知山方面                          | 國道1號 <五條通> 大津方面                            | 下京區   | 堀川五條     | 518.9    | 國道1號     | 北↑ ∧堀川通∨ ↓南 |
| <花屋町通>                                           |                                                      | 下京區   |              |          |             | 北↑ ∧堀川通∨ ↓南 |
| 府道113號梅津東山七條線 <七條通>                     | 府道113號梅津東山七條線 <七條通>                     | 下京區   | 七條堀川     |          |             | 北↑ ∧堀川通∨ ↓南 |
| <塩小路通>                                           | <塩小路通>                                           | 下京區   | 堀川通塩小路 |          |             | 北↑ ∧堀川通∨ ↓南 |
| -                                                    | <油小路通>                                           | 南區     |              |          |             | 北↑ ∧堀川通∨ ↓南 |
| <八條通>                                             | <八條通>                                             | 南區     | 八條油小路   |          |             | 北↑ ∧堀川通∨ ↓南 |
| 國道1號<油小路通>大阪・京阪國道口方面                |                                                      |          |              |          |             | 北↑ ∧堀川通∨ ↓南 |

## 脚注
1. ↑  千宗室・森谷尅久監修　『京都の大路小路』、小学館、1994年。

## 關連項目
- 堀川
- 台北市新生北路、新生南路（台灣日治時期稱為「堀川通」）

## 外部連結
- 京都國道事務所
  - 堀川通・壬生川通

| 京都市内的南北向道路            | 京都市内的南北向道路    | 京都市内的南北向道路            |
| ------------------------------- | ----------------------- | ------------------------------- |
| 西側相鄰道路： 葭屋町通・岩上通 | 北至： 加茂街道（合流） | 東側相鄰道路： 油小路通・醒井通 |
| 西側相鄰道路： 葭屋町通・岩上通 | 堀川通                  | 東側相鄰道路： 油小路通・醒井通 |
| 西側相鄰道路： 葭屋町通・岩上通 | 南至： 油小路通（合流） | 東側相鄰道路： 油小路通・醒井通 |